# Midden-Delfland

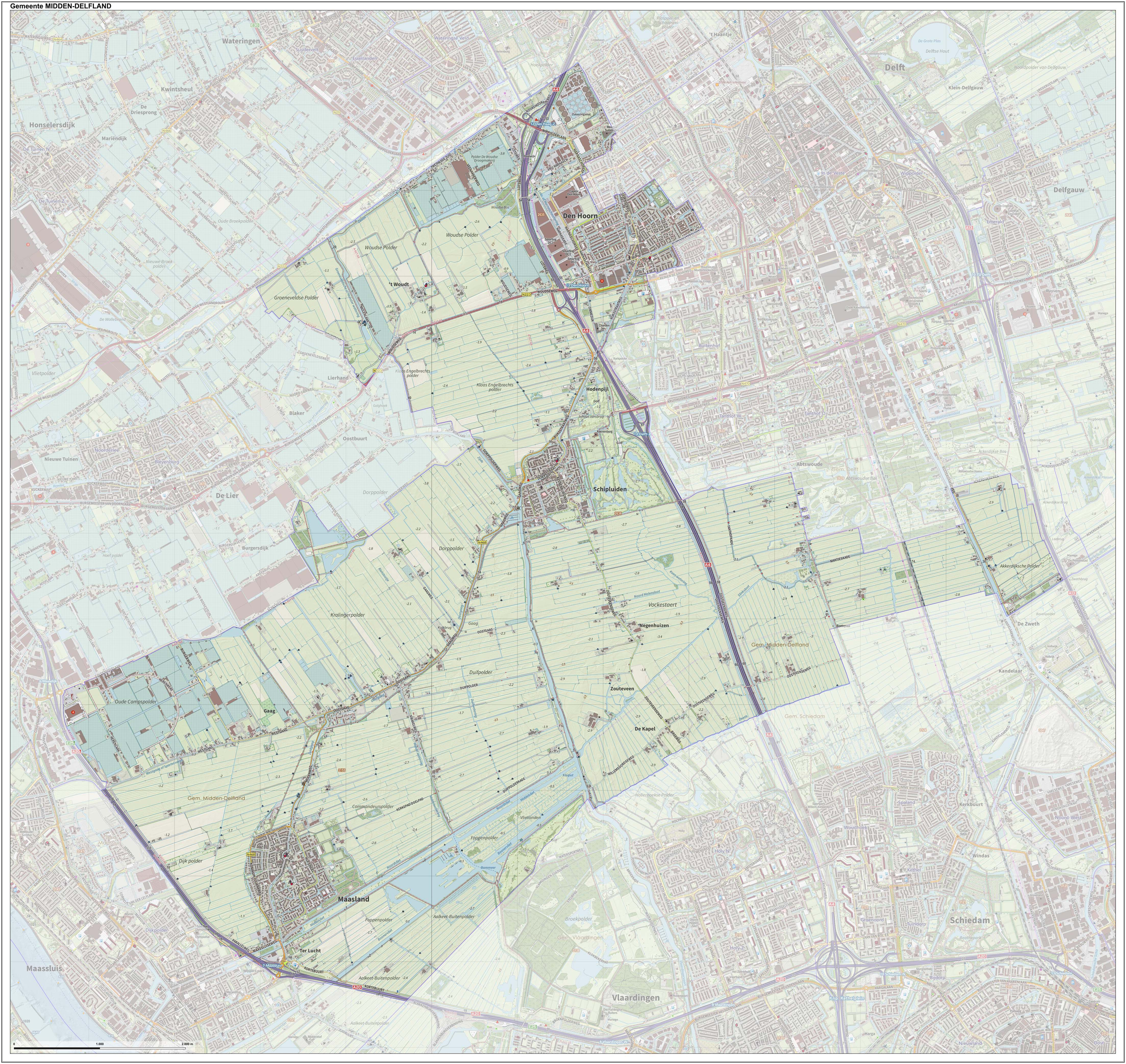
Topografische gemeentekaart van Midden-Delfland

Midden-Delfland (uitspraakⓘ) is een gemeente in de Nederlandse provincie Zuid-Holland. Ze bestaat vooral uit veenweidegebied, dat door verschillende steden wordt omringd. De gemeente is in 2004 ontstaan bij een herindeling. Het gemeentehuis staat in Schipluiden.

## Geografie
De gemeente is op 1 januari 2004 ontstaan uit een fusie van de gemeenten Schipluiden en Maasland. Ook werd een gebied ten zuiden van Delft bij de nieuwe gemeente gevoegd. Midden-Delfland maakt deel uit van de Metropoolregio Rotterdam Den Haag. De gemeente telde per 1 januari 2024 19.382 inwoners. Buurgemeenten zijn, kloksgewijs vanaf het noorden: Rijswijk, Delft, Rotterdam, Schiedam, Vlaardingen, Maassluis en Westland. 
Behalve Schipluiden en Maasland bestaat de gemeente uit de dorpen Den Hoorn, met de meeste inwoners, en 't Woudt en de buurtschappen Hodenpijl, Ter Lucht, de Zweth en Gaag. 
De Rijksweg 4 of A4 loopt tussen Rijswijk en Schiedam door Midden-Delfland. Het traject was al in 1965 bepaald, maar na bezwaren werd eind jaren 1990 eerst het gedeelte tussen Rijswijk en Delft-Zuid aangelegd. Eind 2015 is het traject doorgetrokken tot Schiedam. Ter hoogte van Schipluiden is er een ecoduct aangelegd, de snelweg ligt hier verdiept om aantasting van het landschap te verminderen.
In Midden-Delfland ligt 1.400 hectare recreatiegebied. Op verzoek van een groep gemeentes en landbeheerders, de Landschapstafel, heeft de provincie Midden-Delfland eind 2017 op grond van de Wet Natuurbescherming aangewezen als Bijzonder Provinciaal Landschap. Deze status geeft het belang en de verplichting aan van het open en groen houden van dit veenweidelandschap. Dit moet een recreatiefunctie vervullen voor het omringend stedelijk gebied, maar tegelijk de druk op de open ruimte weerstaan.

## Geschiedenis
Schipluiden is ontstaan uit het grondgebied van zeven heerlijkheden: Dorp, St. Maartensrecht, ‘t Woudt, Groeneveld, Hof van Delft, Hodenpijl en Zouteveen. Deze hadden ieder afzonderlijk een 'gemeenteraad', bestaande uit Schout en Schepenen. Schipluiden vormde al vroeg een kern. In 1561 stonden er ongeveer veertig huizen. Schipluidense familienamen als Van Dijk en Koppert kwamen toen al voor. In 1632 nam het aantal huizen toe tot zeventig. Toen werd ook korenmolen Korpershoek voor het eerst genoemd. Ruim honderdvijftig jaar later, in 1794, is Schipluiden verder gegroeid. De meeste Schipluidenaren leefden van de landbouw. Verder waren er timmerlieden, een molenmaker, metselaars, twee smeden, bakkers en chirurgijns. Ook scheepstransport werd een belangrijk middel van bestaan. Schippers vervoerden in de 19de eeuw grote hoeveelheden tuingrond, mest, aardappelen en veevoeder over de binnenwateren. 
Het grondgebied van Maasland is in de loop van de tijd gekrompen, bijvoorbeeld door de afscheiding van Schipluiden in 1570 en Maeslantsluys, nu Maassluis, in 1614. In 1747 telde Maasland ongeveer 1400 inwoners. In het jaar 1888 telde men bijna 2600 inwoners in de gemeente Maasland, die toen een oppervlakte had van 3767 ha. 'De Nederlandsche stad en dorpbeschrijver' van Bakker en Van Ollefen uit de achttiende eeuw vermeldt van Maasland dat het een bezienswaardige plaats is "omtrent twee uren gaans ten westen der stad Delft, vanwaar men behalve langs het water de Gaag over bijzonder goede wegen op het dorp komt. Er is een druk verkeer, zowel van veer- als andere vaartuigen, alsmede van een groot aantal rijtuigen die het dorp passeren van Amsterdam, ’s-Gravenhage en andere plaatsen, naar Hellevoetsluis en elders, wat aan het dorp een goed voordeel verschaft. De aangenaamheid van de ligging wordt nog zeer vermeerderd door de landerijen, die zeer vruchtdragend zijn. De reisgelegenheden zijn in Maasland zeer gemakkelijk met de veerschuit".
Den Hoorn is het grootste dorp van Midden-Delfland. De naam Dijkshoorn komt in 1317 voor in de rekeningen van de graaf van Holland. Den Hoorn oftewel Dijkshoorn was toen een deel van de Hof van Delft, een grafelijk bezit. Dit werd in ongeveer 1100 gesticht. De kern van de Hof van Delft kreeg in 1246 stadsrechten en groeide uit tot de stad Delft. Het omliggende gebied was bekend als het ambacht Hof van Delft. In 1817 werd dit ambacht een gemeente, die in 1921 weer werd opgeheven. Enkele delen, namelijk Den Hoorn, ‘t Woudt en Abtswoude, kwamen toen bij de toenmalige gemeente Schipluiden.
Van het dorpje 't Woudt is bekend dat het in 1277 al bestond. In dat jaar gaf Floris V de parochianen het recht om de eigen pastoor voor te dragen. Dit was een belangrijk voorrecht dat maar zelden werd verleend. 't Woudt telde in 1561 twee boerderijen, negen kleine huisjes, een herberg, een pastorie en een kosterswoning. Dit aantal is in de loop der tijden nauwelijks veranderd.
In de negentiende- en begin twintigste eeuw was gemeenschap De Zweth relatief welvarend. Zo was er sinds 1853 bierbouwerij De Hoop gevestigd en trok de speeltuin Land- en Schiezicht (rond 1900) veel Delftenaren. De tijden na de jaren 1940 werden gekenmerkt door het wegtrekken van de bewoners naar de grote steden, waardoor veel horecavoorzieningen het moeilijk kregen. Toch was het sterrenrestaurant De Zwethheul er jarenlang gevestigd.

## Bestuur
Het gemeentehuis van Midden-Delfland dat in 2012 gereed kwam is opgebouwd uit vijf ten opzichte van elkaar verschoven bouweenheden die de verkaveling van de omgeving volgen. De welvingen van het dak en het materiaal waaruit het is opgebouwd, zijn geïnspireerd op het polderlandschap met van oudsher gerietdekte boerderijen. Het gebouw is opgetrokken uit duurzame en zoveel mogelijk gerecyclede of recyclebare materialen.

### Gemeenteraad
De gemeenteraad van Midden-Delfland bestaat uit 17 zetels. Hieronder staat de samenstelling van de gemeenteraad sinds 2002:
| Gemeenteraadszetels    | Gemeenteraadszetels | Gemeenteraadszetels | Gemeenteraadszetels | Gemeenteraadszetels | Gemeenteraadszetels | Gemeenteraadszetels |
| Partij                 | 2002                | 2006                | 2010                | 2014                | 2018                | 2022                |
| ---------------------- | ------------------- | ------------------- | ------------------- | ------------------- | ------------------- | ------------------- |
| CDA                    | 7                   | 7                   | 5                   | 5                   | 4                   | 4                   |
| Open Groen Progressief | 6                   | 5                   | 4                   | 4                   | 4                   | 3                   |
| VVD                    | 4                   | 3                   | 3                   | 3                   | 3                   | 3                   |
| Mijn Partij            | -                   | 2                   | 3                   | 4                   | 3                   | 4                   |
| D66                    | -                   | -                   | -                   | -                   | 1                   | 2                   |
| ChristenUnie           | -                   | -                   | -                   | -                   | 1                   | 1                   |
| PvdA                   | -                   | -                   | 2                   | 1                   | 1                   | -                   |
| Totaal                 | 17                  | 17                  | 17                  | 17                  | 17                  | 17                  |

### Burgemeester
Na 18 jaar burgemeesterschap van Midden-Delfland, stopte op 1 juli 2022 Arnoud Rodenburg als burgemeester van deze gemeente. 
Sinds 1 juli 2022 is Bram van Hemmen waarnemend burgemeester van Midden-Delfland. Na een voordracht door de gemeenteraad in oktober 2023; werd Fenna Noordermeer benoemd tot nieuwe kroonbenoemde burgemeester per 18 december 2023.

## Cultuur

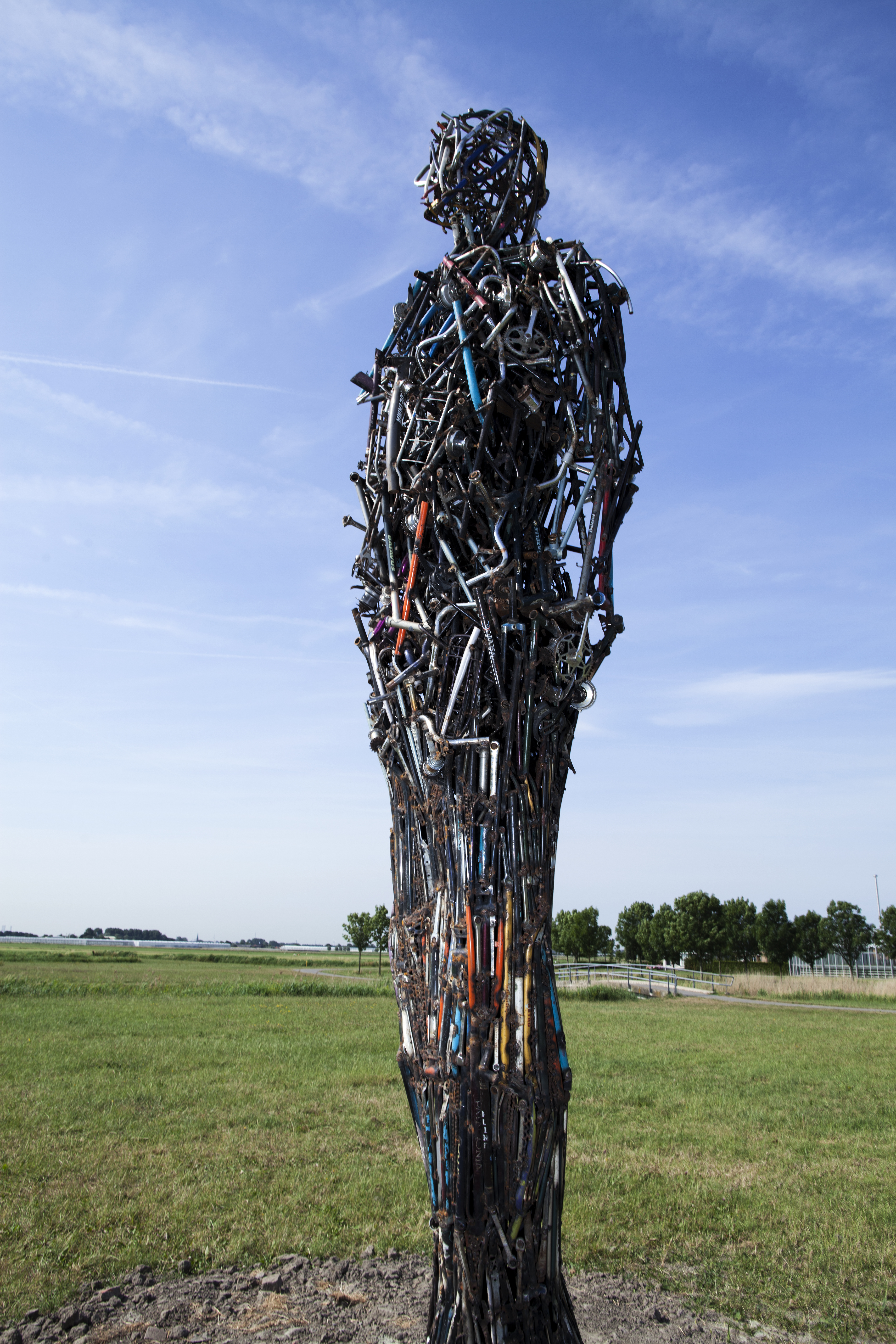
Land Art door Kouji Ohno.

### Monumenten
In de gemeente zijn er een aantal rijksmonumenten en oorlogsmonumenten, zie:
- Lijst van rijksmonumenten in Midden-Delfland
- Lijst van gemeentelijke monumenten in Midden-Delfland
- Lijst van oorlogsmonumenten in Midden-Delfland

### Kunst in de openbare ruimte
In de gemeente Midden-Delfland zijn diverse beelden, sculpturen en objecten geplaatst in de openbare ruimte, zie:
- Lijst van beelden in Midden-Delfland

## Bekende inwoners
- IJsbrand Chardon (1961) menner
- Tineke Dijkshoorn (1952) Elfstedentocht winnaar 1985
- René van Meurs  (1985) stand-upcomedian, cabaretier

## Varia
Midden-Delfland was in 2008 de eerste Nederlandse gemeente die het Cittaslow-keurmerk kreeg.

## Fotogalerij

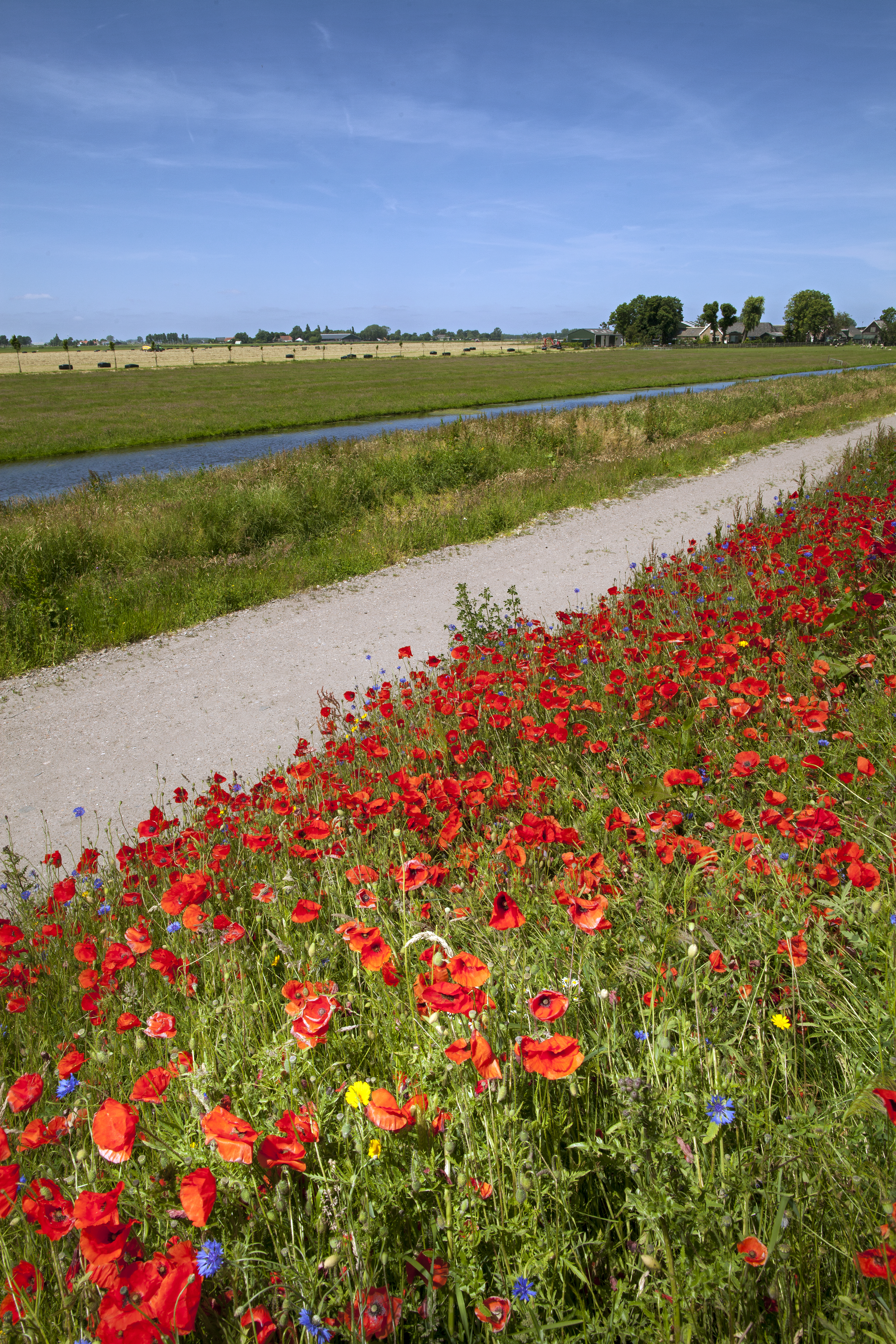
Vlietlanden
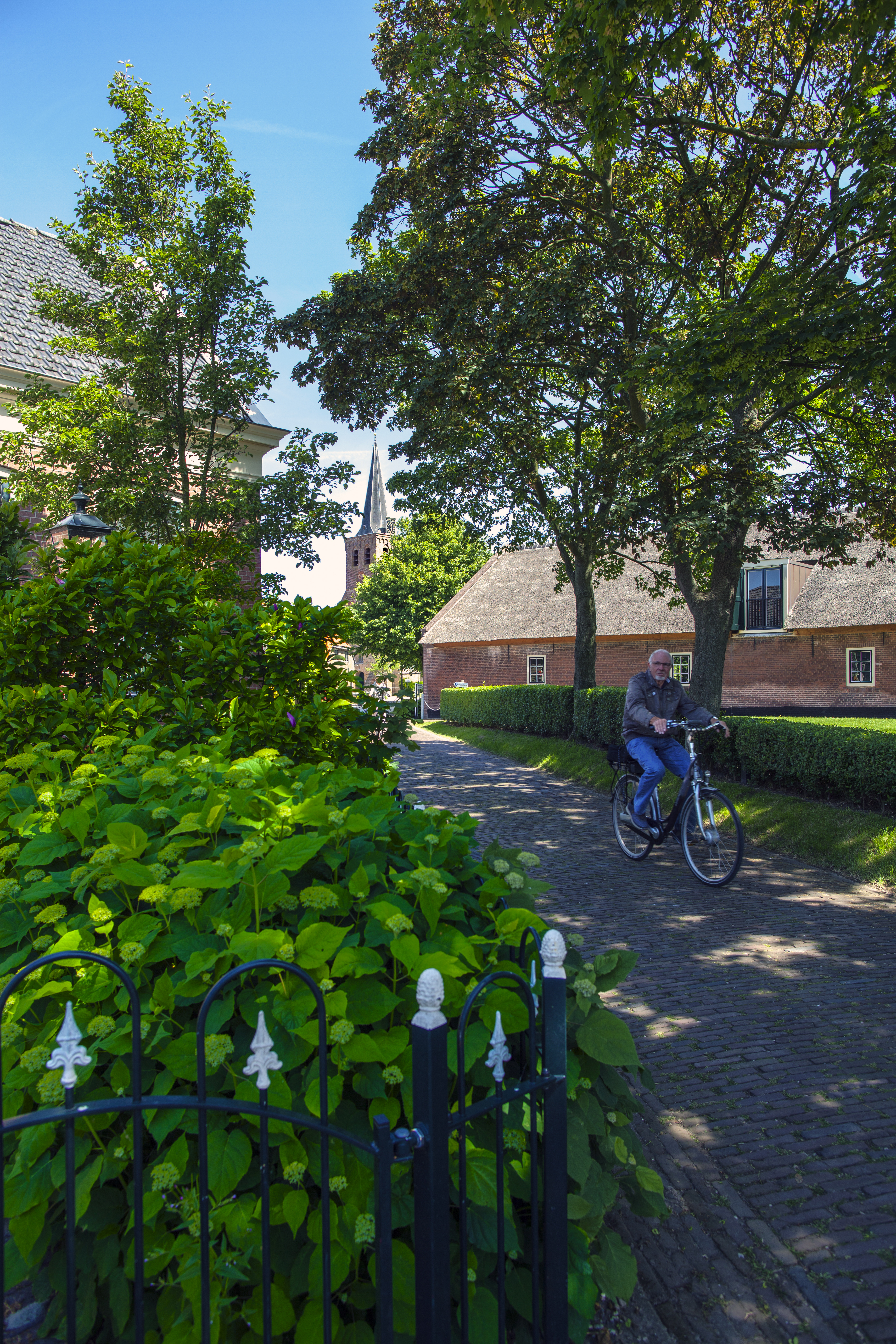
't Woudt
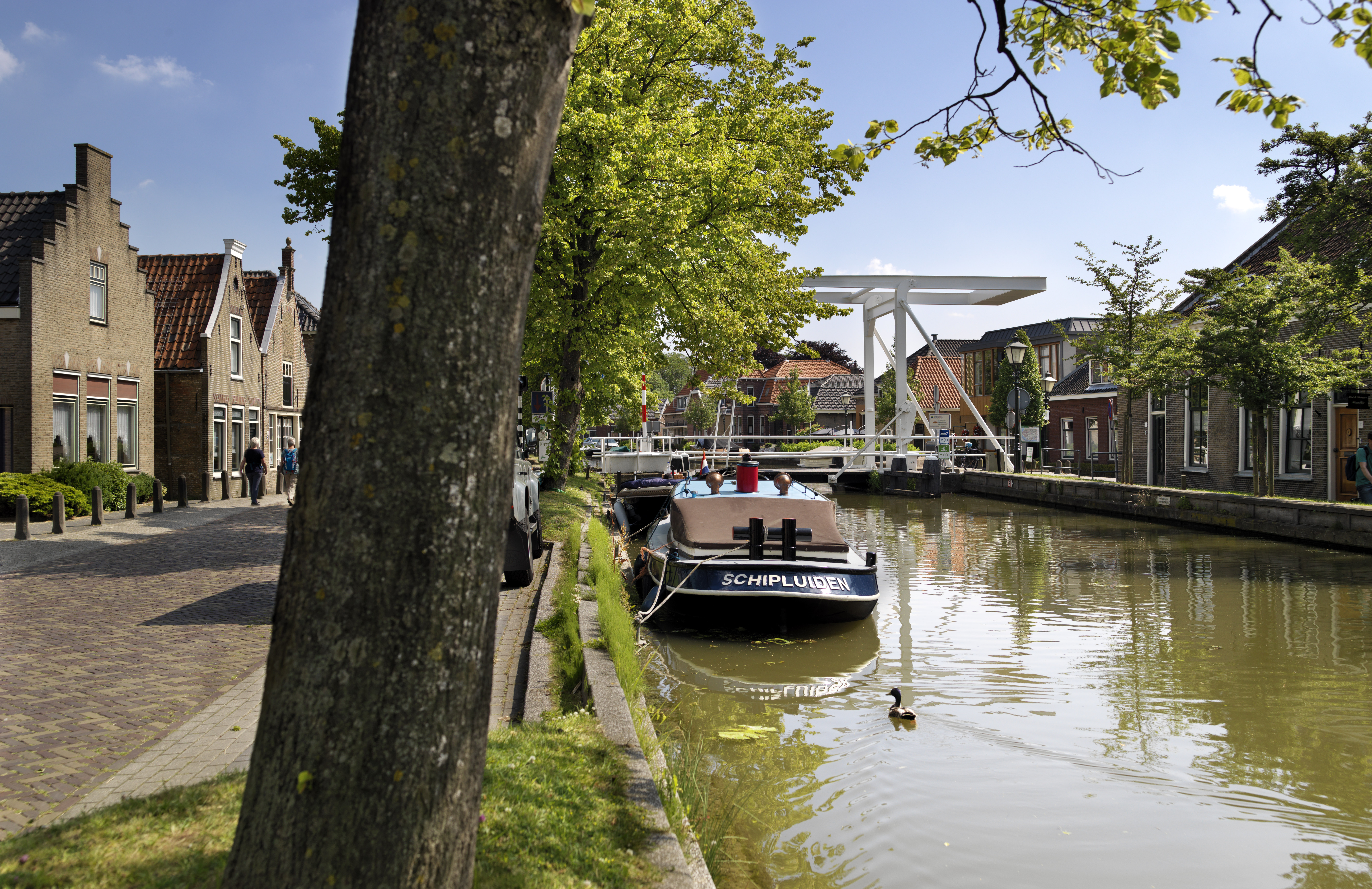
Schipluiden
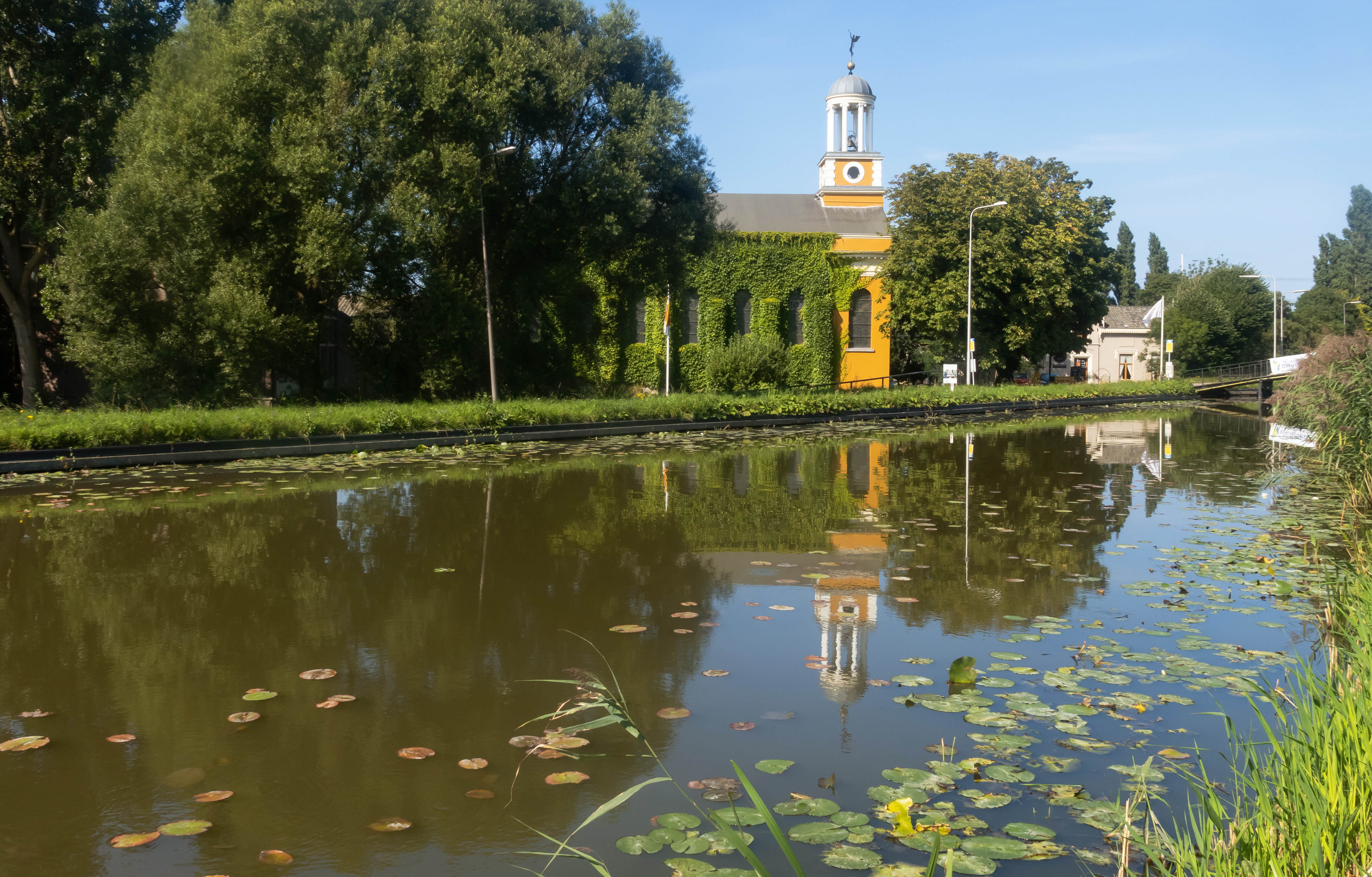
Hodenpijl, de voormalige kerk
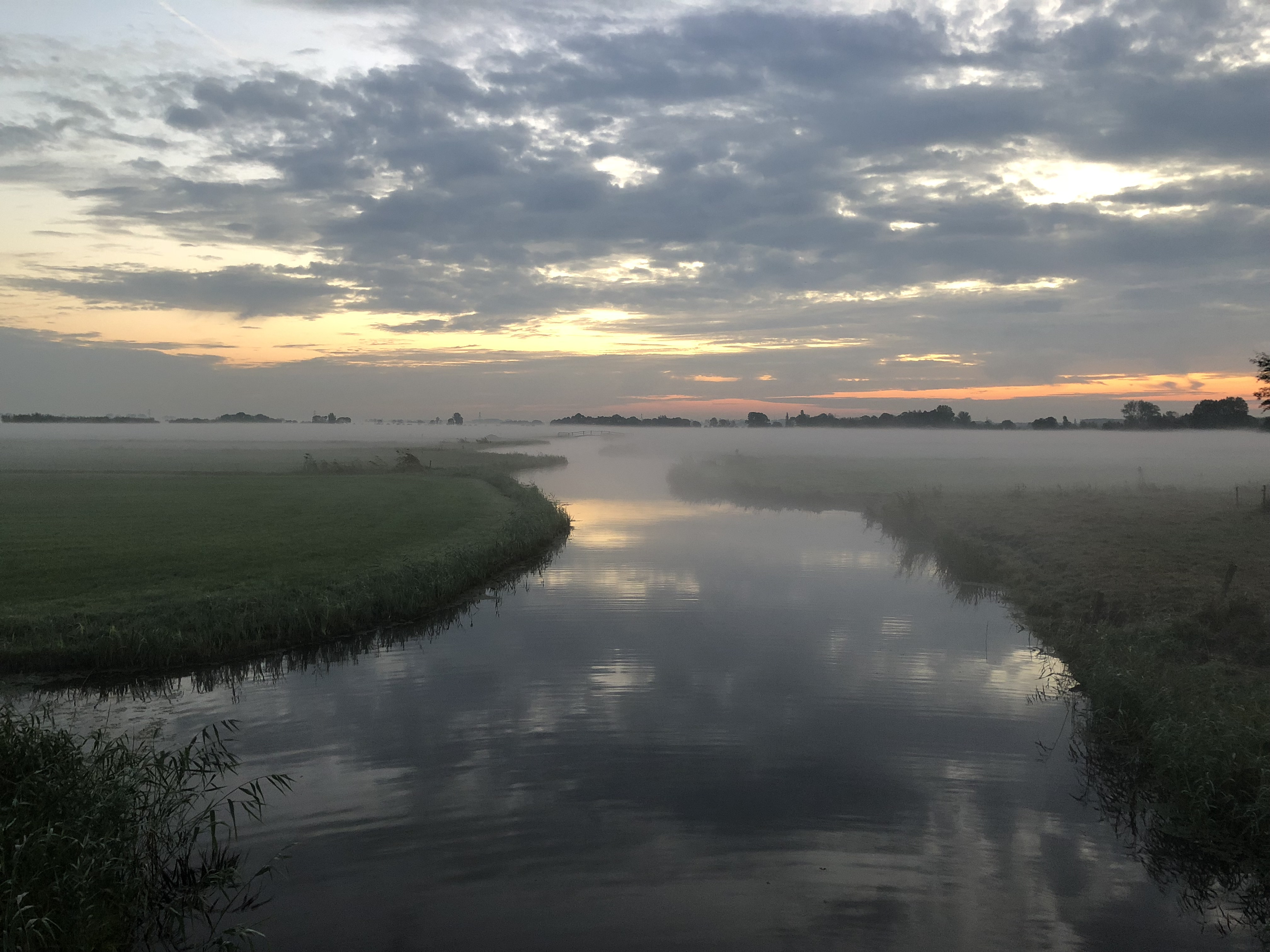
Ochtendgloren in Midden-Delfland
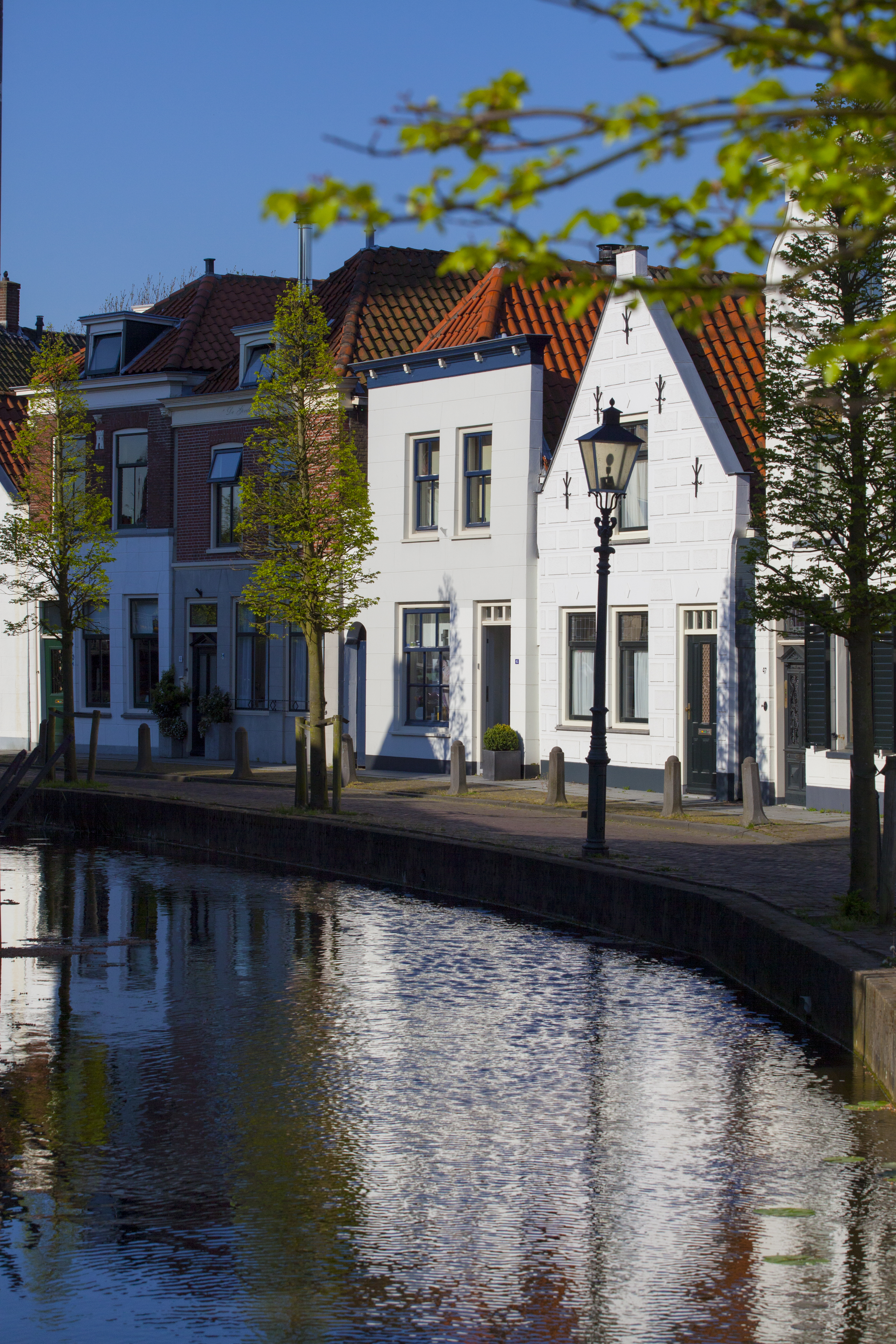
Maasland
Koeien in het weiland van Midden-Delfland
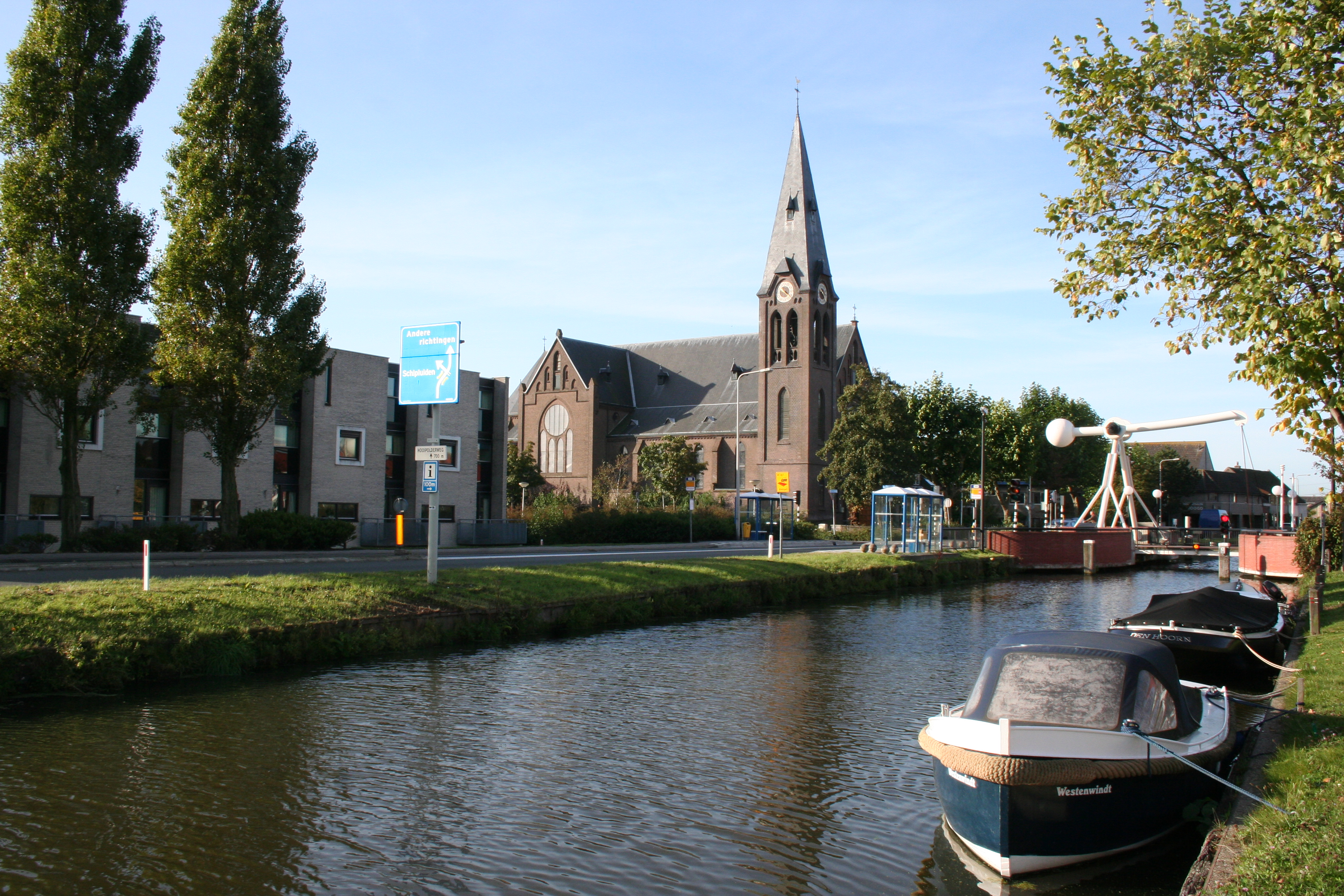
De Hoornseweg in Den Hoorn, Midden-Delfland
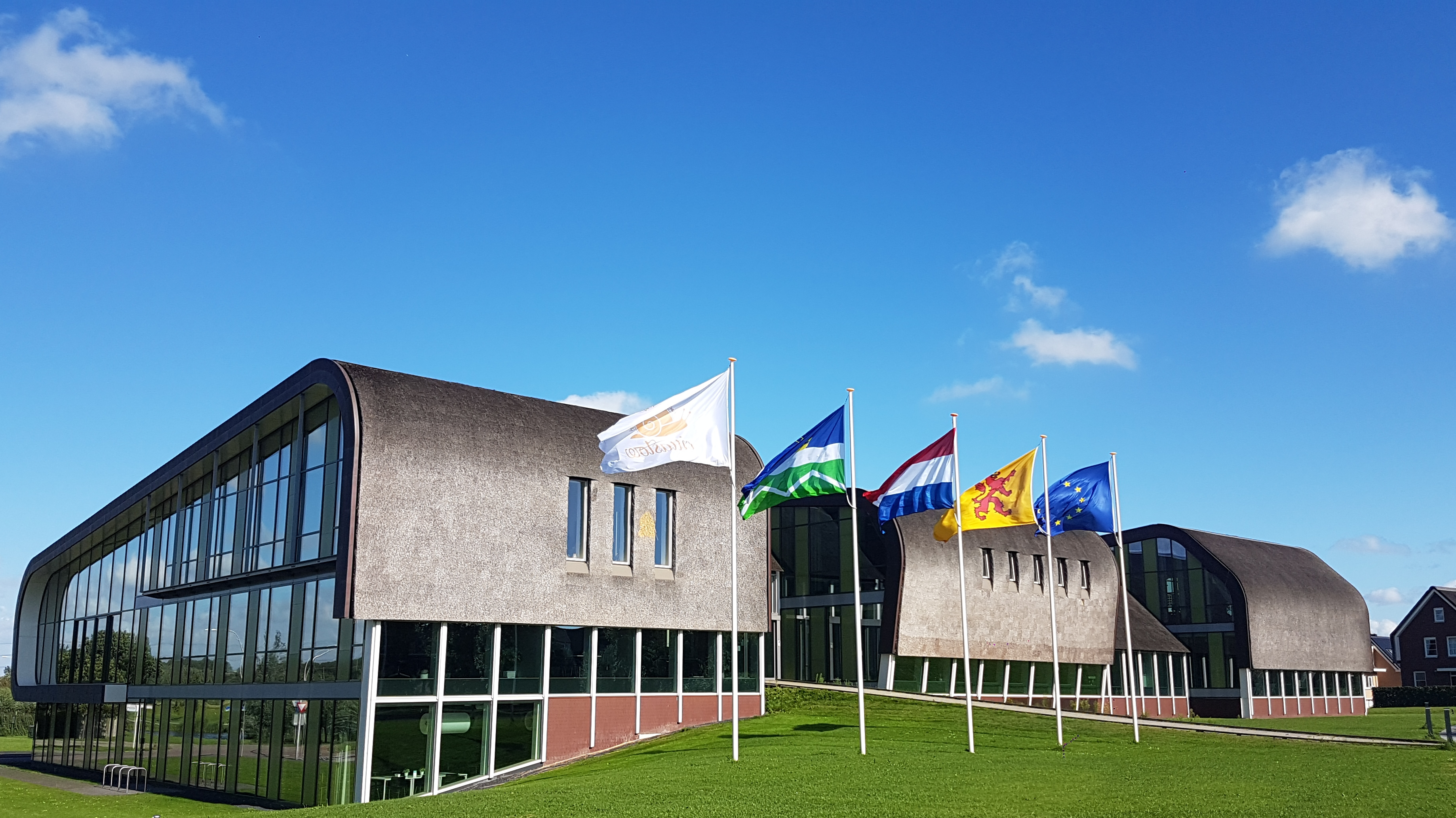
Het gemeentehuis van Midden-Delfland, Schipluiden
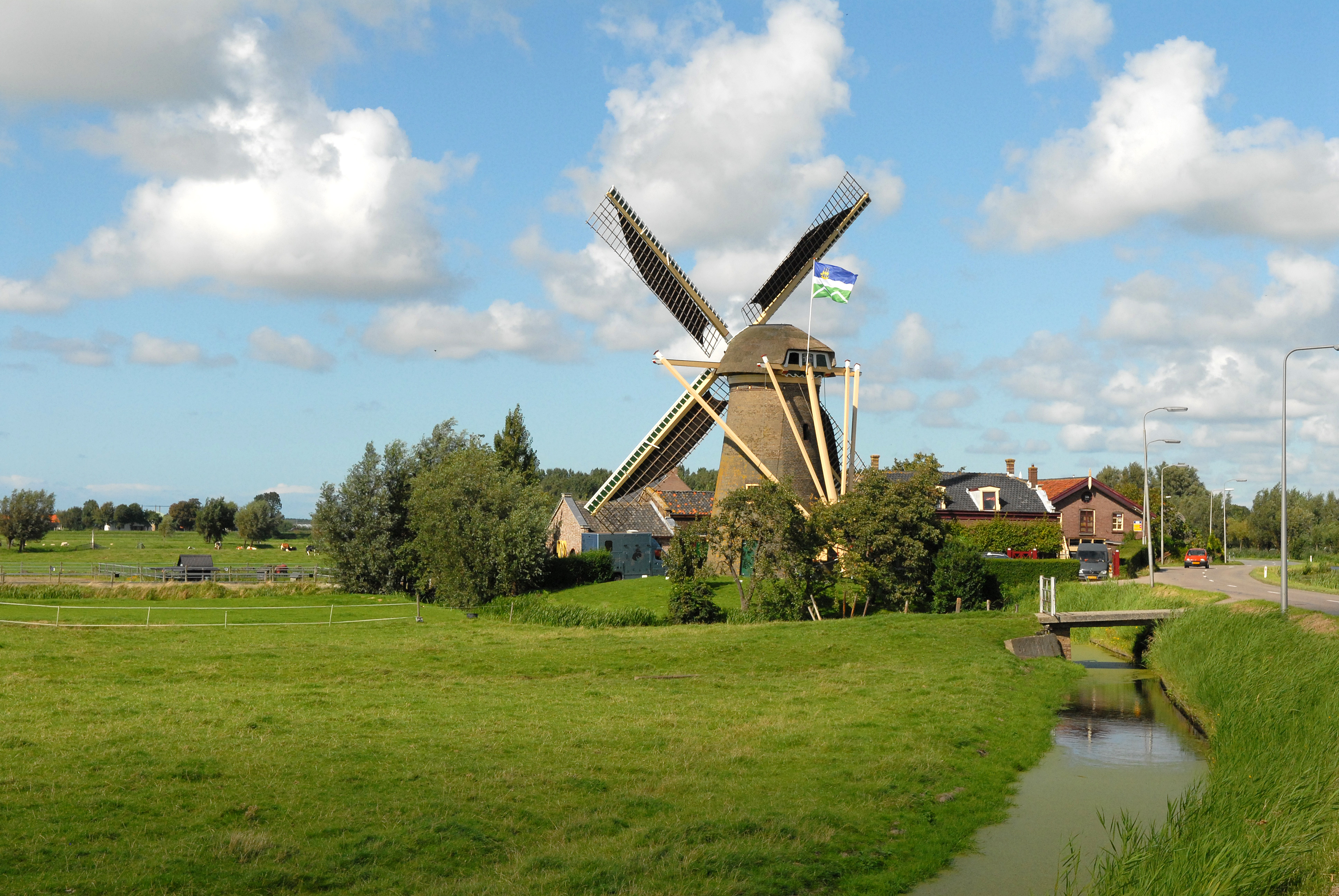
Molen in Midden-Delfland
Aquaduct A4 Schipluiden
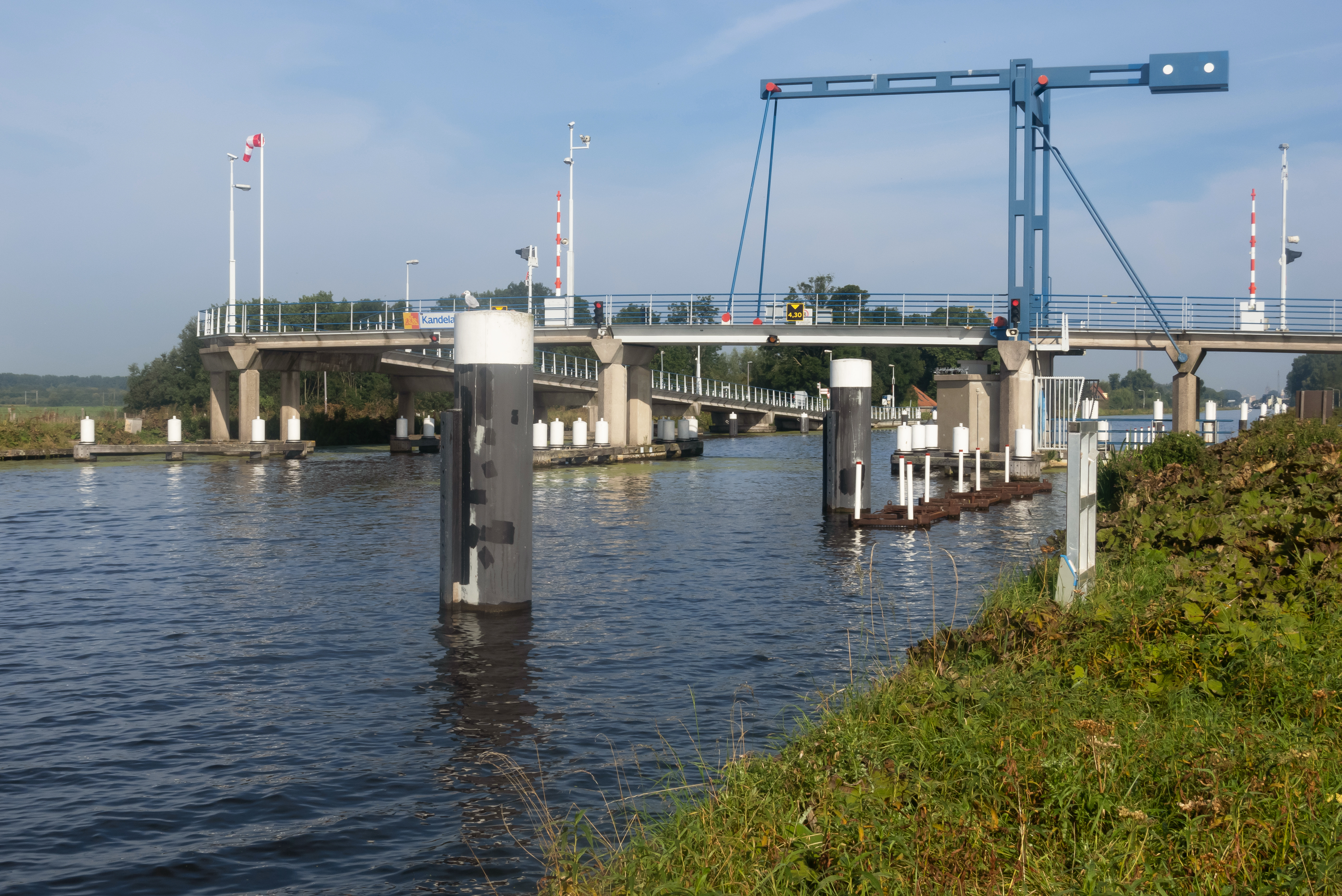
De Zweth, de Kandelaarsbrug

## Aangrenzende gemeenten
| Aangrenzende gemeenten | Aangrenzende gemeenten | Aangrenzende gemeenten | Aangrenzende gemeenten | Aangrenzende gemeenten |
| ---------------------- | ---------------------- | ---------------------- | ---------------------- | ---------------------- |
| Westland               |                        | Den Haag               | Rijswijk               | Delft                  |
|                        |                        |                        |                        |                        |
|                        | Lansingerland          |                        |                        |                        |
|                        | Rotterdam              |                        |                        |                        |
| Maassluis              |                        | Vlaardingen            |                        | Schiedam               |